# Французько-норвезькі відносини

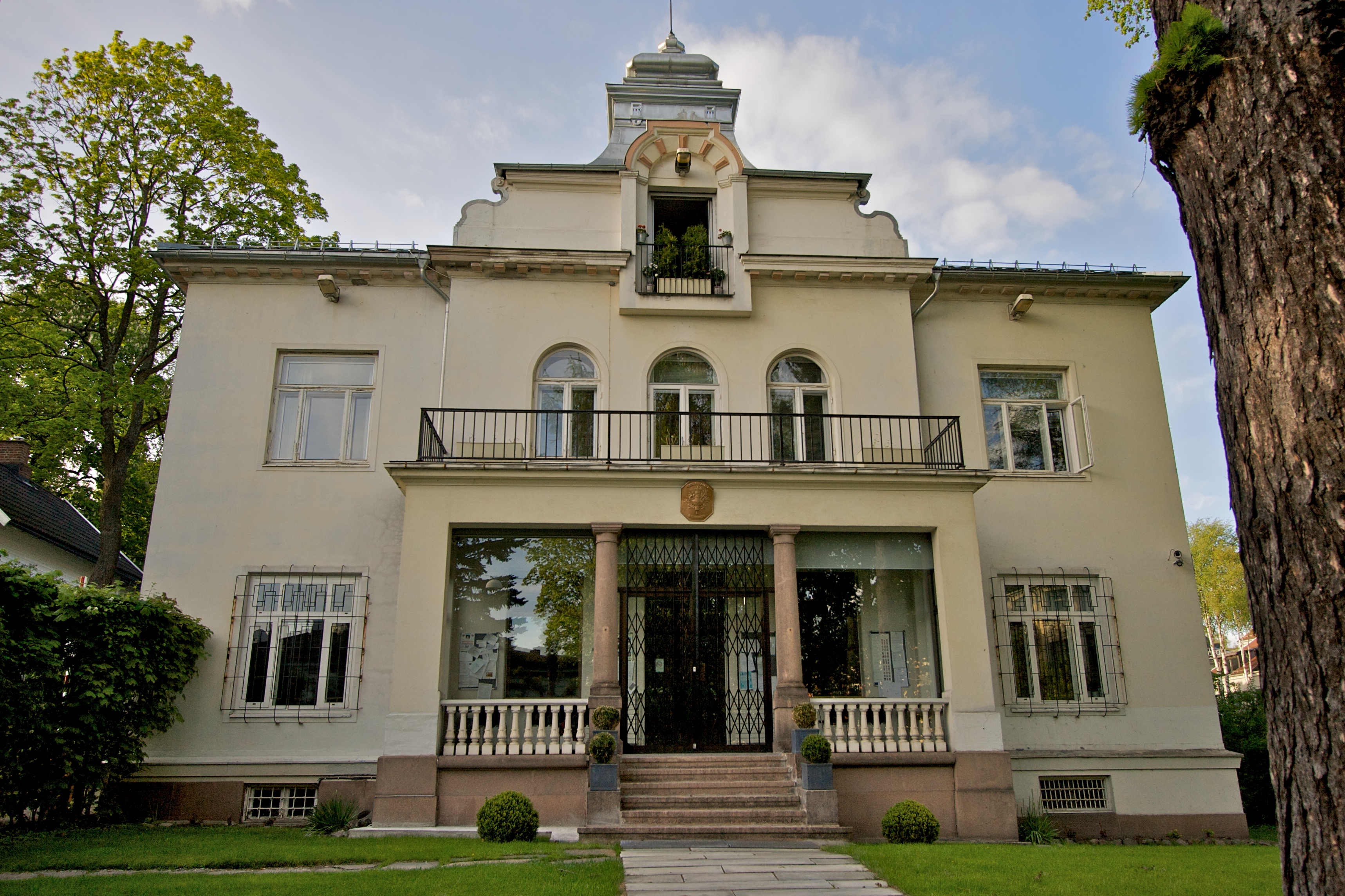
Посольство Франції в Осло

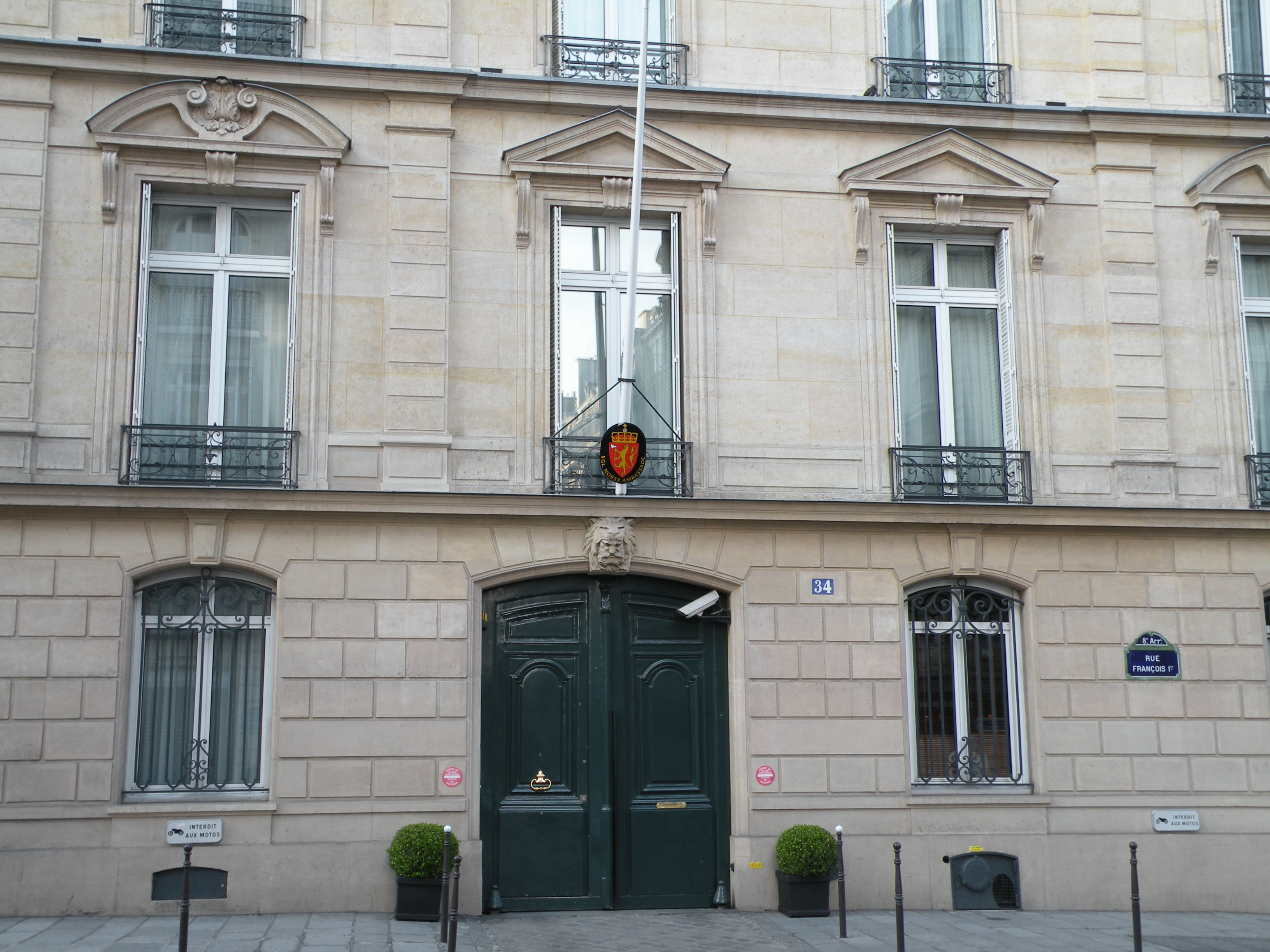
Резиденція посла Норвегії в Парижі

Відносини Франція — Норвегія — зовнішні відносини між Францією та Норвегією. 
Обидві країни встановили дипломатичні відносини в 1905 році, після незалежності Норвегії. У Франції є посольство в Осло. Норвегія має посольство в Парижі. 
Обидві країни є дійсними членами НАТО та Ради Європи. У Франції проживає близько 2000 норвежців, а в Норвегії — близько 3,571 французів.  
Обидві країни мають територіальні межі в Антарктиді та взаємно визнають претензії один одного, а також вимоги з Сполученого Королівства, Нової Зеландії та Австралії. 

## Освіта
У Норвегії є дві французькі міжнародні школи: 
- Французька середня школа Рене Кассіна в Осло